# MxPx
MxPx és un grup punk format l'any 1992 a Bremerton, Washington, EUA.
MxPx va començar amb tres nois de 15 anys anomenant-se Magnified Plaid tocant música inspirada pel grup The Descendents i altres grups de punk californians. No els agradava gaire el nom de la banda, tot i això, va ser un tribut a la fascinació del guitarrista original amb les samarretes estampades.
Conseqüentment, el nom va ser abreujat a M.P., però en l'escriptura de mà d'en Yuri Ruley, els punts es van tornar "X", i quan va fer els pòsters per les actuacions de la banda el nom va quedar d'aquesta manera.
MxPx cita els grups que l'han influït dels 70, 80 i 90 com Bad Religion, Black Flag, blink-182, The Clash, The Cure, The Descendents, Green Day, Nirvana, The Offspring, The Pixies, The Smiths, Social Distortion, Sonic Youth and Weezer.

## Discografia

### Àlbums
- Pokinatcha (1994)
- Teenage Politics (1995)
- Life in General (1996)
- Slowly Going the Way of the Buffalo (1998)
- At the Show (1999)
- The Ever Passing Moment (2000)
- Before Everything and After (2003)
- Panic (2005)
- Secret Wepon (2006)
- Plans Within Plans (2012)

### EPs
- On the Cover (1995)
- Move to Bremerton (1996)
- The Renaissance EP (2001)
- AC/EP (2004)
- Left Coast Punk (2009)

### Singles
- 17 (1994)
- Punk Rawk Show (1995)
- Life in General pre-release Teaser (1996)
- Small Town Minds (1997)
- Chick Magnet (1997)
- Chick Magnet Import (1997)
- I'm OK, You're OK (1998)
- I'm OK, You're OK / Chick Magnet
- Tomorrow is Another Day (1998)
- Inches From Life demo (1998)
- The Final Slow Dance demo (1998)
- The Downfall of Western Civilization (1998)
- The Broken Bones (2000)
- Responsibility (2000)
- Everything Sucks (When You're Gone) (2004)
- Heard That Sound (2005)

### Compilacions
- Let It Happen (1998) #161
- Ten Years and Running (2002) #147
- Lost in Japan (2002) DNC*
- Let It Happen - Deluxe Edition (2006)

### DVDs
- B-Movie (2004)